# Émile Verhaeren

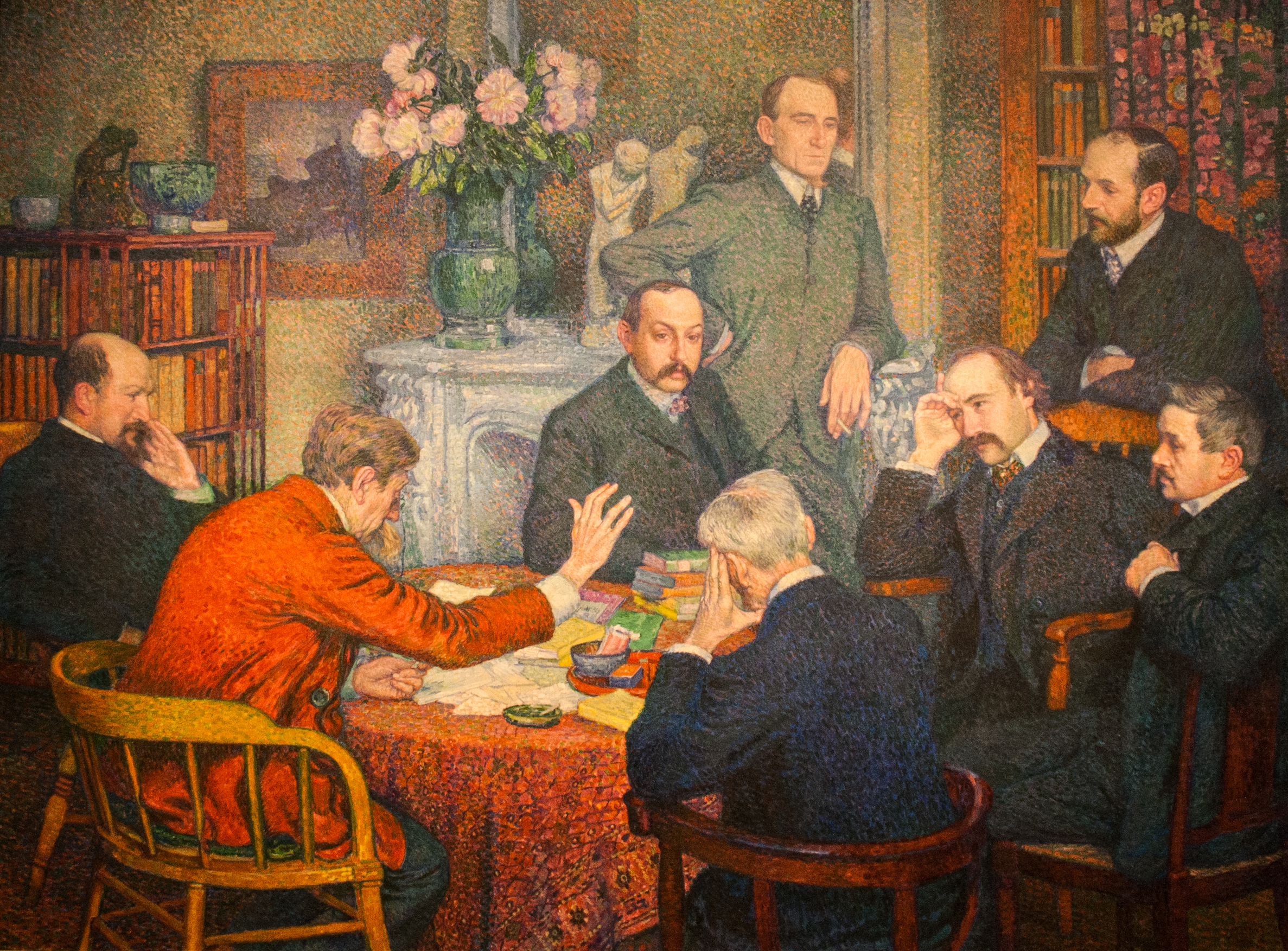

Emile Verhaeren (Saint-Amand, 21 de Maio de 1855 - Ruão, 27 de Novembro de 1916) foi um poeta belga de expressão francesa.
Foi autor de contos, peças de teatro e crítica literária, além de poesia, evoluiu do naturalismo (As Flamengas, 1883) para um misticismo que o levou a uma crise espiritual (Tochas Negras, 1890).

## Obras
- Les Flamandes (1883)
- Les moines (1886)
- Les soirs (1888)
- Les débâcles (1888)
- Les flambeaux noirs (1891)
- Les campagnes hallucinées (1893)
- Les villes tentaculaires (1895)
- Les visages de la vie (1899)
- Les forces tumultueuses (1902)
- La multiple splendeur (1906)
- Les rythmes souverains (1910)
- Les ailes rouges de la guerre (1916)
- Toute la Flandre (1904 - 1911)
- Les heures (trilogia) (1896, 1905, 1911)